# 馬特維伊哈 (基輔州)
49°28′39″N 29°59′22″E / 49.47750°N 29.98944°E
馬特維伊哈（烏克蘭語：Матвіїха）是位於烏克蘭北部的村莊，由基辅州白采爾克瓦區的沃洛達爾卡市鎮負責管轄。該村處於托爾茨河畔，面積2.26平方公里，海拔高度194米，2001年人口522。